# Liphistius thaleri
Liphistius thaleri is een spinnensoort uit de familie Liphistiidae. De soort komt voor in Thailand.